# Keeper of the Seven Keys, Part 1
Keeper of the Seven Keys, Part 1 är det tyska power metal-bandet Helloweens andra studioalbum, utgivet i maj 1987 på Noise Records på vinyl och CD. Albumet föregicks av singeln "Future World" som släpptes i april samma år.
Keeper of the Seven Keys, Part 1 brukar, tillsammans med uppföljaren Keeper of the Seven Keys, Part 2, räknas som milstolpar inom power metal-genren. Helloween gick här från att vara ett renodlat speed metal-band till att bli föregångare inom en ny sorts europeisk power metal. Mycket av detta hade att göra med tillskottet Michael Kiske som nu tog över leadsångarpositionen, då Kai Hansen ville fokusera på gitarren.
Bandet ville ursprungligen släppa de båda delarna av Keeperssagan som ett album, men skivbolaget vägrade. Först 1993 gavs de båda skivorna ut tillsammans.
Keeper of the Seven Keys, Part 1 rankades trea på Loudwires lista över de 25 bästa power metal-albumen genom tiderna. Tidningen Metal Hammer publicerade en liknande lista där Keeper of the Seven Keys, Part 2 hamnade på förstaplats.
En musikvideo spelades in till en nedkortad version av "Halloween".

## Låtlista
Sida A
1. Initiation (Hansen) – 1:21
2. I’m Alive (Hansen) – 3:23
3. A Little Time (Kiske) – 3:59
4. Twilight of the Gods (Hansen) – 4:29
5. A Tale That Wasn’t Right (Weikath) – 4:42

Sida B
1. Future World (Hansen) – 4:02
2. Halloween (Hansen) – 13:18
3. Follow the Sign (Hansen/Weikath) – 1:46

## Medverkande
Musiker
- Michael Kiske – sång
- Michael Weikath – gitarr, bakgrundssång
- Kai Hansen – gitarr, bakgrundssång
- Markus Grosskopf – basgitarr, bakgrundssång
- Ingo Schwichtenberg – trummor

Bidragande musiker
- Tommy Hansen – emulator

Produktion
- Tommy Newton – producent, inspelningstekniker
- Tommy Hansen – producent, inspelningstekniker, mixning
- Masa Itoh – liner notes
- Uwe Karczewski – omslagskonst
- Edda Karczewski – omslagskonst
- Kai Hansen – omslagskoncept
- Jürgen Müller – foto